# Carlo Gepts
Carlo Gepts is een Vlaams ondernemer, vooral bekend om zijn pioniersrol bij het opstarten van de Vlaamse commerciële zenders vtm en VT4. Hij was de eerste algemene directeur van vtm in 1989, evenals de eerste algemene directeur van VT4 (1995-2001).

## Biografie

### Vroege carrière
Gepts behaalde in 1970 een master diploma economie. Hierna werd hij ceo bij het bedrijf Cofitec. Verder was hij 18 jaar lang actief bij de NV Hoste, waar hij adjunct-directeur-generaal was.

### VTM
In 1989 werd hij de eerste generale directeur van de nieuwe commerciële televisiezender vtm en leidde de omroep ook een tijdlang als afgevaardigd bestuurder.  Hij werd in december van dat jaar echter opgevolgd door Leo Neels.

### VT4
Gepts werkte vanaf 1994 voor SBS en hielp mee de Vlaamse commerciële zender VT4 op te starten. Hij zou tot 22 november 2001 als algemeen directeur en CEO (managing director) voor het bedrijf blijven werken. Daarna stapte hij over naar Thesaurus en werd Patrick Tillieux zijn opvolger bij VT4.

### Latere leven
Op 22 mei 2008 werden Gepts en een oud-financieeldirecteur van VT4 door de Brusselse correctionele rechtbank tot een boete veroordeeld vanwege een fiscale fraudeschandaal binnen de omroep.